# Jean Winand Ernst
Jean Winand Ernst (Aubel, 8 mei 1797 - Luik, 7 december 1860) was een Belgisch volksvertegenwoordiger.

## Levensloop
Ernst was een zoon van de koopman Etienne Ernst en van Marie Chaineux. Hij bleef ongehuwd.
Gepromoveerd tot doctor in de rechten (1820) aan de Universiteit Luik werd hij advocaat in Aubel (1820-1826). In 1826 werd hij rechter in Roermond en in 1831 voorzitter van die rechtbank. Hij werd vervolgens voorzitter van de rechtbank van eerste aanleg in Dinant (1832-1837) en raadsheer bij het hof van beroep in Luik (1837 tot aan zijn dood).
In 1832-1833 was hij liberaal volksvertegenwoordiger voor het arrondissement Roermond.